# زنگ دوچرخه

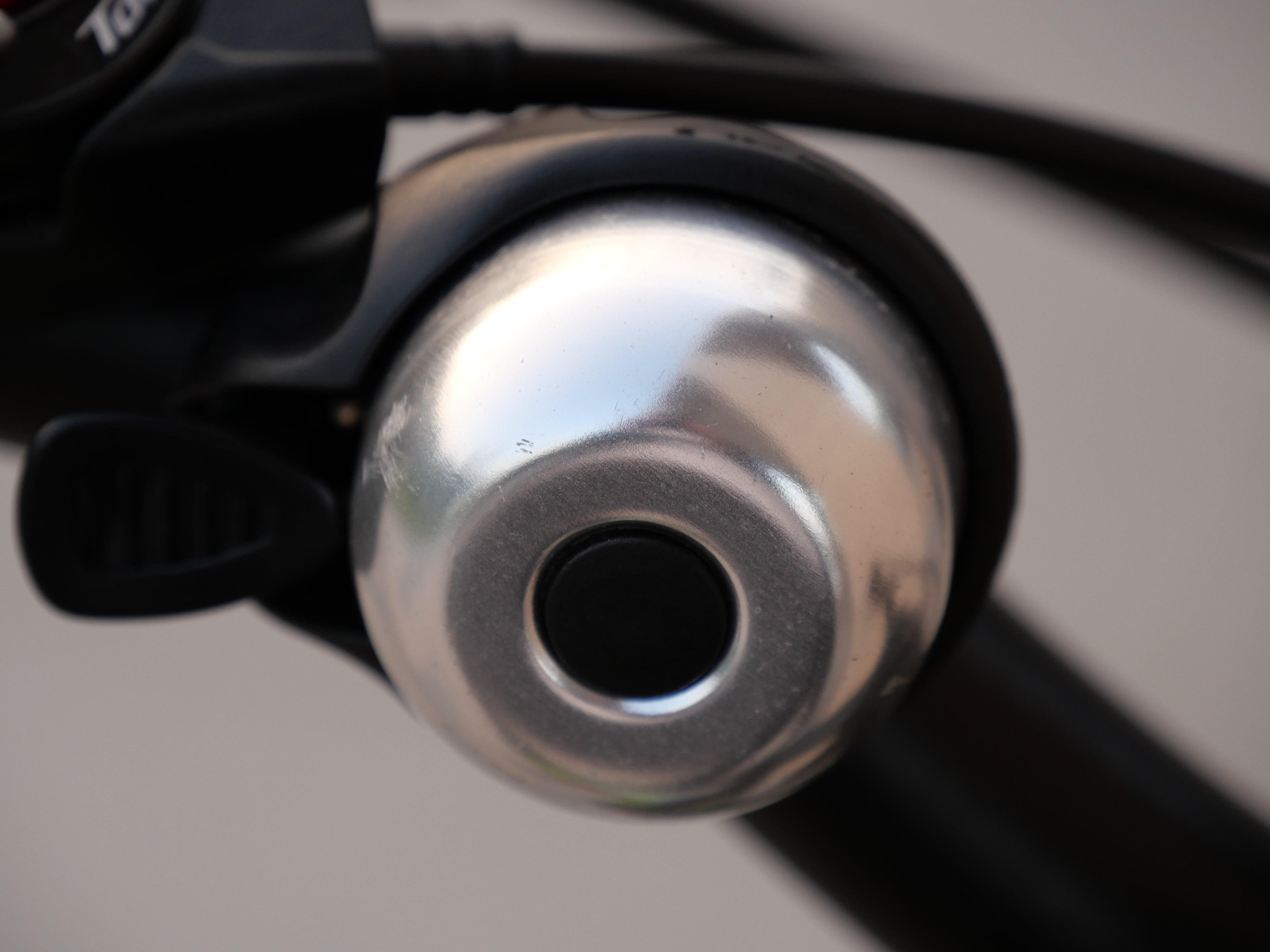
یک زنگ دوچرخه نقره‌ای

زنگ دوچرخه یک ابزار سیگنال دهی ضربه ای است که برای هشدار به عابران پیاده و سایر دوچرخه سواران بر روی دوچرخه نصب می‌شود. این زنگ (ناقوس) یک قطعه تجهیزاتی مورد نیاز و اجباری در برخی از حوزه‌های قضایی است. زنگ دوچرخه معمولاً روی دسته نصب می‌شود و با انگشت شست فعال می‌شوند.

## تاریخچه
زنگ دوچرخه توسط «جان ریچارد ددیکوات» اختراع شد و ثبت اختراع برای انواع زنگ دوچرخه در اوایل سال ۱۸۷۷ ظاهر شد.

## به عنوان آلات موسیقی
زنگ دوچرخه همچنین به عنوان آلات موسیقی در ضبط‌های قابل توجهی مانند «You Still Believe in Me» در پت ساوندز و توسط بیچ بویز و «Bicycle Race» توسط کوئین و غیره استفاده شده‌است.

## نگارخانه

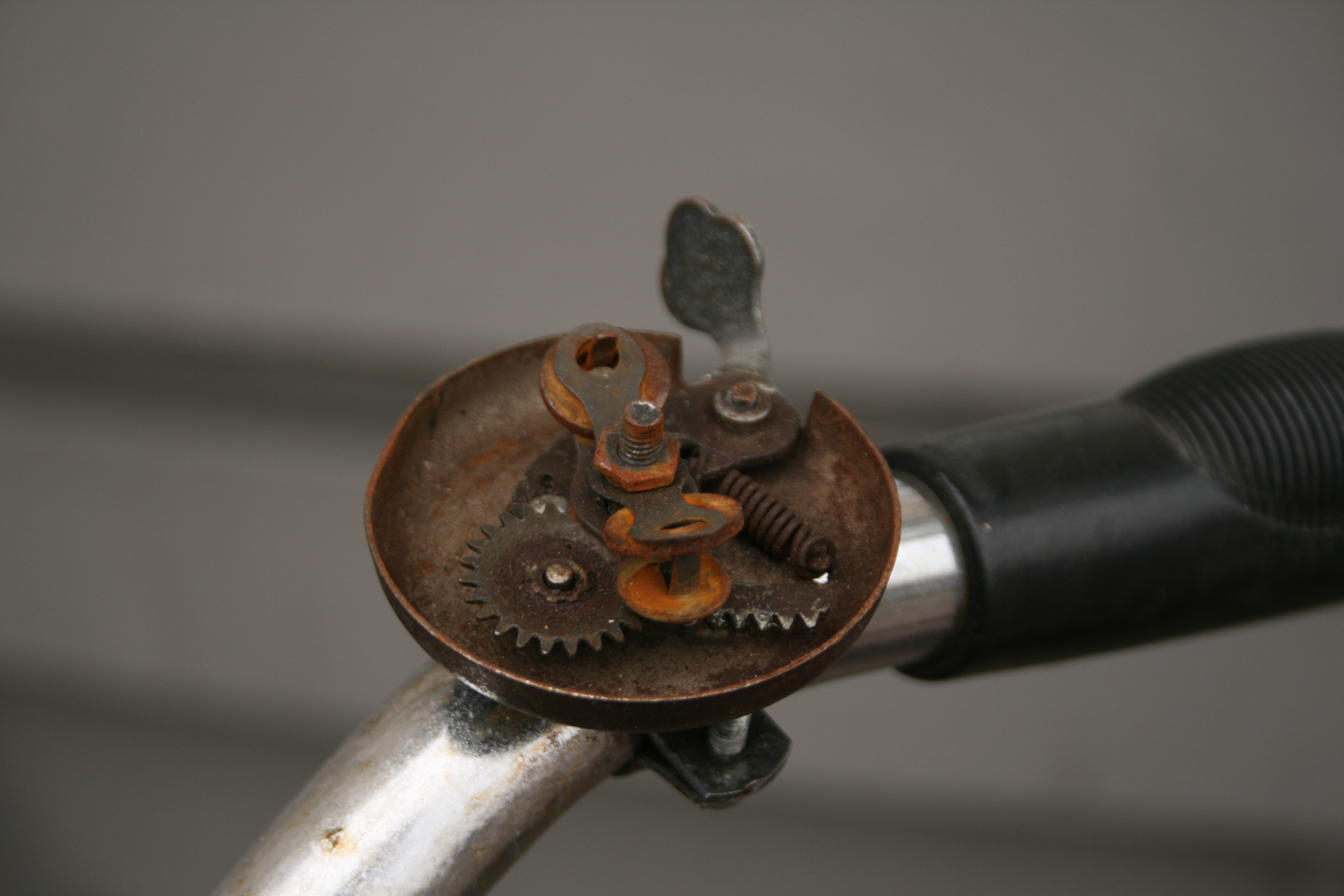
نمای داخلی زنگ دوچرخه
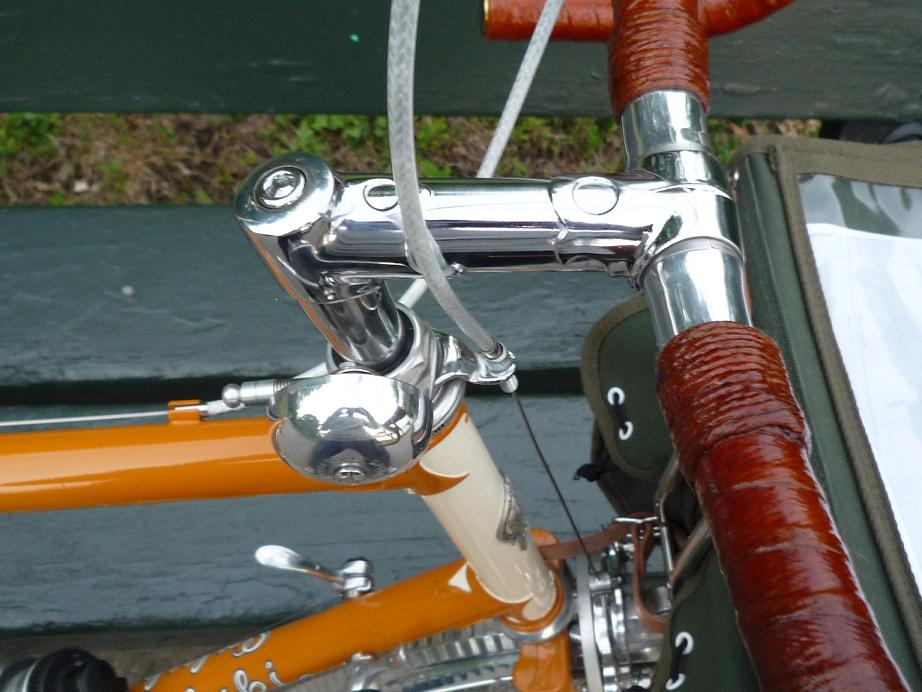
زنگ دوچرخه‌ای که بر روی کرپی فرمان نصب شده
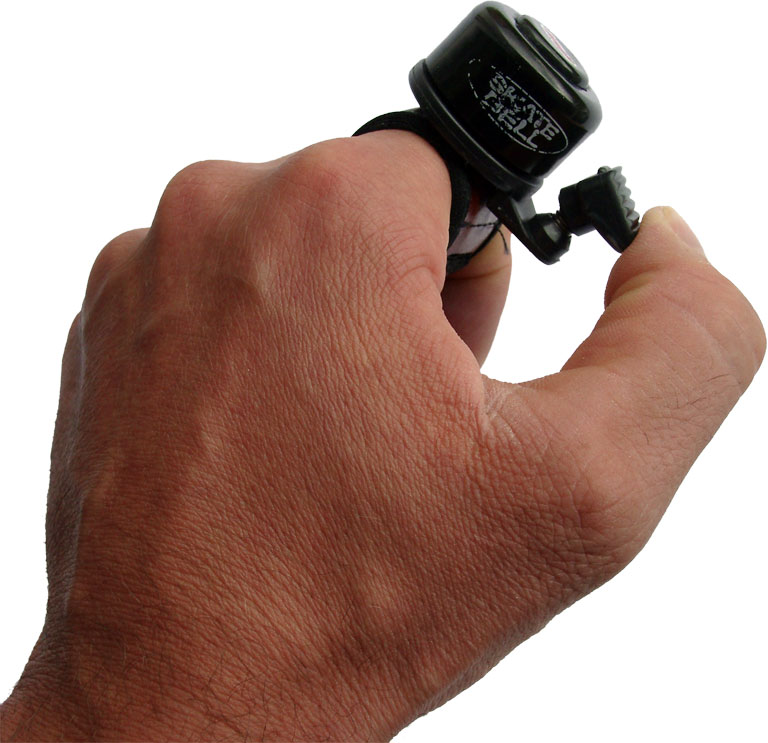
زنگ دوچرخه‌ای با ناقوس خارجی